# Fritz Schilling (Koch)
Fritz Schilling (* 1951 in Nürtingen) ist ein deutscher Koch.

## Werdegang
Schilling entstammt einer Gastronomenfamilie, die in Hardt bei Nürtingen den Gasthof Ulrichshöhe betrieb. Nach der Ausbildung ging er nach Südfrankreich und dann zum Westerländer Hotel Stadt Hamburg. 1971 übernahm er den Gasthof seiner Eltern, hier wurde er mit einem Michelin-Stern ausgezeichnet.
1977 wurde er Küchenchef in Andresens Gasthof in Bargum, wo er ebenfalls einen Michelin-Stern bekam. 1990 wechselte er als Küchenchef zum Restaurant Schweizer Stuben in Wertheim, wo er mit zwei Michelin-Sternen und 19 Punkten im Gault Millau ausgezeichnet wurde. 1996 wählte ihn der Gault Millau zum Koch des Jahres.
1998 wurde er Küchendirektor des Restaurants Käfer-Schänke in München. 2005 wechselte er zum Restaurant Die Bank in Hamburg. 2010 wurde er Küchenchef im Camers Schlossrestaurant  im Schloss Hohenkammer. 2015 ging er in den Ruhestand.

## Auszeichnungen
- 1990: Zwei Michelin-Sterne
- 1996: Koch des Jahres, Gault Millau